# Adaptació sensorial
L'adaptació sensorial o adaptació neural és un procés neurofisiològic que consisteix en la disminució de la resposta del receptor a causa de la presència prolongada d'un estímul. Suposa una evolució dels sistemes sensorials per afavorir la percepció dels estímuls sensorials nous enfront dels vells. Gràcies a l'adaptació sensorial els nostres sentits poden estar captant constantment informació del nostre ambient sense sobresaturar-se.

## Adaptació visual
Un dels tipus més importants d'adaptació sensorial és l’adaptació a la foscor. En el cas de la visió els bastons i cons (cèl·lules receptores de la llum situades a la retina) se sensibilitzen depenent de la quantitat de llum disponible en l'ambient.

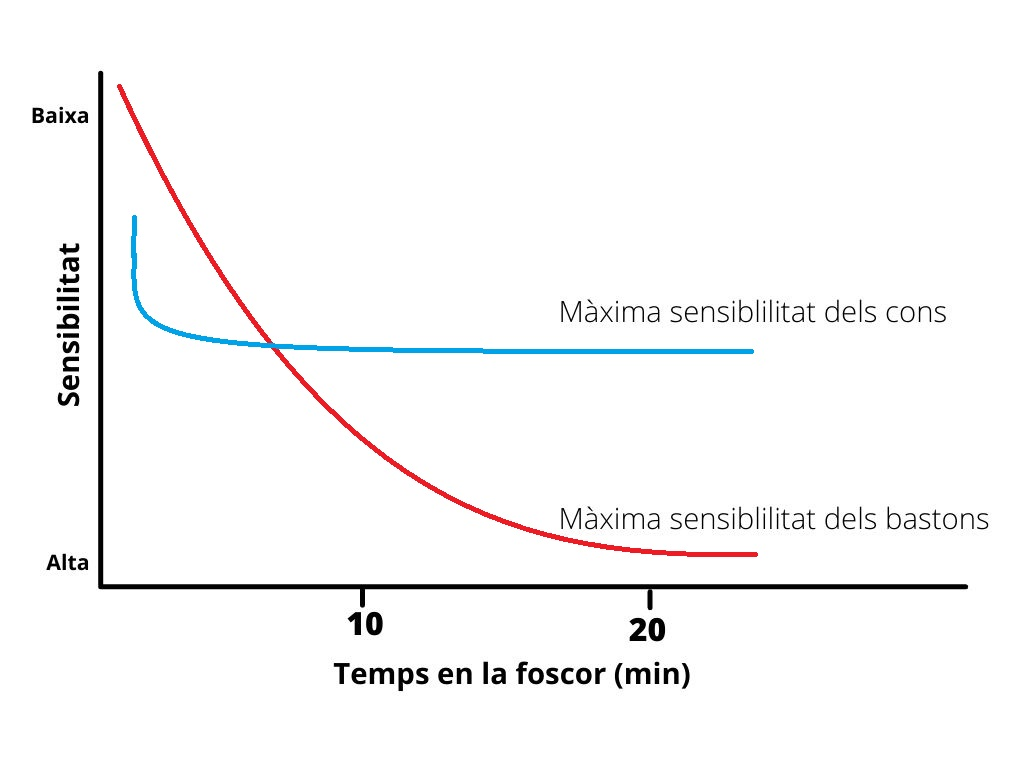
En aquesta imatge podem observar les corbes d'adaptació a la foscor dels cons i els bastons.

Els cons i els bastons estan constantment sensibilitzats a la luminància mitjana del camp visual però tot i així necessiten cert temps per adaptar-se a unes condicions lumíniques noves quan aquestes són molt diferents de les que hi havia anteriorment. Quan passem d'una zona il·luminada a una a les fosques necessitarem uns 30 minuts i quan és el cas contrari necessitarem més de 30 segons.
Quan entrem a un cinema, on les llums estan apagades, el més probable és que no veiem gairebé res, ja que en aquell moment els cons seran pràcticament insensibles a la llum. En el transcurs dels 10 primers minuts començarem a ser capaços de veure les coses situades immediatament al nostre voltant perquè els cons lentament s'aniran fent sensibles a la llum. Els bastons encara necessitaran 20 minuts més per a acabar-se de sensibilitzar. A partir dels 30 minuts s'arribarà al màxim de sensibilització. Tot i així, allò que veiem serà en colors blancs grisos i negres, ja que en condicions de llum tan tènue no es poden estimular els cons per a que captin colors.
Cal mencionar que l'adaptació sensorial de la visió mai és total (de ser-ho arribaria el moment en què no veuríem res en absolut). És gràcies als moviments sacàdics (moviments involuntaris dels ulls) que la llum mai es fixa en el mateix punt de la retina, evitant la insensibilització dels receptors visuals.

## Adaptació auditiva
En l'adaptació auditiva patològica es produeix una atenuació de la sensació sonora i un deteriorament del llindar de diferenciació d'intensitats en estímuls persistents. El procés d'adaptació regula el llindar d'activació per tal de mantenir la sensibilitat de l'oïda i canviar el rang d'activació dels cilis, que formen de transducció auditiu.

## Adaptació olfactiva
L'adaptació olfactiva o fatiga olfactiva és la dessensibilització davant un estímul i cal diferenciar-ho de l'anòsmia, sent aquesta una pèrdua permanent o de llarga durada de l'olfacte.
El compost que participa tant en el sentit de l'olfacte com en la seva adaptació és l'AMPc. Aquest compost s'encarregaria d'obrir els canals de calci, a partir dels quals es produiria una descàrrega, un potencial d'acció, que transmetria la informació olfactòria fins al cervell. S'ha demostrat que en l'adaptació es produeix un retroefecte negatiu en la producció del compost d'AMPc, és a dir, una inhibició. Aquesta inhibició és produïda pel mateix calci que entra a la cèl·lula en l'obertura de canals.

## Adaptació somestèsica
Els sentits somàtics proporcionen informació sobre el que passa en l'exterior i en l'interior del nostre cos i de la posició d'aquest. L'òrgan principal és la pell, s'hi localitzen diferents receptors que s'encarreguen de captar diferents estímuls. La deformació mecànica és captada pels mecanoreceptors, els termoreceptors capten la temperatura i el dolor i el prurit són captats pels nociceptors i els pruriceptors respectivament.

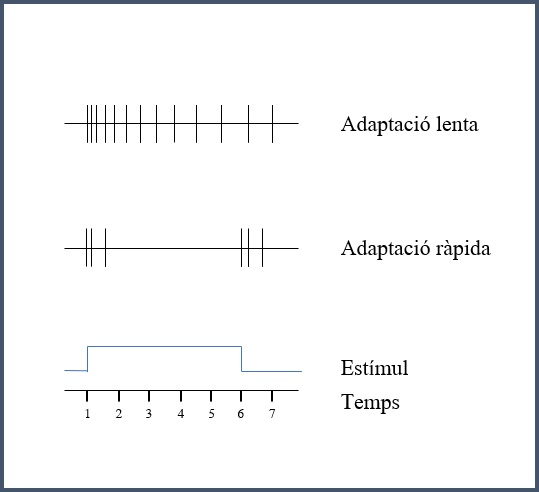
Aquesta imatge mostra com es desenvoluparien les dues adaptacions (lenta i ràpida) senyalant la freqüència dels seus potencials d'acció segons la duració de l'estímul.

A l'hora de parlar d'adaptació del sistema somatosensorial, s'ha de tenir em compte que les aferències mostren diferents propietats funcionals. Una d'elles és la dinàmica temporal de la resposta respecte l'estimulació i, segons aquesta característica, els receptors es classifiquen en receptors d'adaptació ràpida o fàsics o receptors d'adaptació lenta o tònics.
Els receptors fàsics produeixen potencials d'acció quan es presenta per primera vegada un estímul, però si aquest es prolonga, és a dir, hi ha una estimulació contínua, no s'envien més descàrregues. Quan hi ha un canvi en l'estímul també es produirà un potencial d'acció. Aquests tipus de receptors tenen una alta adaptació atès que són sensibles a les alteracions de l'estímul i són efectius quan s'ha de transmetre canvis en una estimulació contínua, és a dir, dinàmica (per exemple, el moviment de l'estímul).
Els receptors tònics generen descàrregues sostingudes en presència d'un estímul continu. És a dir, comencen a produir potencials d'acció quan s'inicia l'estímul i no en paren de produir fins a la seva finalització. Aquest tipus de receptor són poc adaptatius ja que es mantenen i no varien en el temps de duració de l'estímul. Es consideren adients per a estímuls amb propietats espacials com la forma i la mida, és a dir, característiques constants, estàtiques.
Els receptors que participen en les diferents modalitats dels sentits somàtics d'adaptació tònica són el disc de Merkel, encarregat detectar el tacte epicrític i la pressió, el corpuscle de Ruffini, responsable de percebre l'estirament de la pell que informa sobre el moviment, i les terminacions nervioses lliures, en concret els nociceptors, que transporten informació sobre el dolor. Els receptors d'adaptació fàsica són el corpuscle de Meissner, encarregat de la detecció del moviment i del control de l'agafament, el corpuscle de Pacini, que detecta les vibracions.

## Vies neurals que no s'adapten

### Via del dolor
El dolor és una sensació produïda pel sistema somatosensorial i els receptors encarregats de detecta els estímuls que el provocaran són els nociceptors. Aquests es classifiquen segons l'axó al qual estan associat. Els grups principals són les fibres Aδ i les fibres C. Les fibres Aδ estan associades al primer dolor, una sensació de dolor agut. La intensitat d'aquest va decreixent, és a dir, que s'experimenta una lenta adaptació. En canvi, les fibres C estan associades al segon dolor, el dolor percebut és sord i durador. Contràriament al primer, el segon dolor incrementa en intensitat (sumació temporal lenta).
Estudis recents indiquen que el cervell també s'adapta al dolor. La via mesolímbic, la via encarregada de transformar l'activitat dels nociceptors en dolor conscient, patiria uns canvis adaptatius que serien crítics en el desenvolupament del dolor crònic.

## Adaptació induïda farmacològicament

### Fàrmacs antidepressius
Estudis demostren que l'ús d'antidepressius involucra una adaptació neural que comporta una regulació a la baixa dels receptors β-adrenèrgics. En aquesta adaptació, induïda per antidepressius, es troben implicats múltiples mecanismes neurals. Altres estudis proven que diferents antidepressius produeixen efectes variats sobre els receptors del còrtex i de l'hipocamp.

## Diferències entre adaptació, fatiga i habituació.
En psicologia és important distingir entre l'adaptació, que és un fenomen purament sensorial, i l'habituació, que és una forma d'aprenentatge no associatiu (no mediat per processos cognitius). En l'habituació, l'organisme deixa de respondre a un estímul encara que conserva la capacitat de percebre'l. L'habituació és un fenomen conductual, mentre que l'adaptació i la fatiga són fenòmens fisiològics.
L'adaptació sensorial i la fatiga impedeixen la resposta a nivell dels òrgans sensorials i dels músculs, sense la intervenció de el sistema nerviós. Per tant, poden distingir-se de l'habituació. Mentre que la adaptació és causada per una estimulació perllongada la fatiga és provocada pel previ ús excessiu de la musculatura involucrada en donar resposta a l'estímul, la qual queda incapacitada.